# 山善
株式会社山善（やまぜん）は、大阪府大阪市西区に本社を置く大手専門商社。工作機械・産業用機器・一般建材・家庭用機器などを取り扱う。

## 概要
伊藤忠商事・阪和興業・岩谷産業・長瀬産業・稲畑産業などと並び、大阪を本拠とする在阪商社の一つとして知られる。YAMAZENのブランドで家電製品が量販店で広く販売され、とりわけ扇風機の取り扱いが多い。同社のブランドとしては他に、主にデジタル家電を扱った「Qriom（キュリオム）」、住宅設備部門の「iENOGU（イェノグ）」、アウトドアグッズを扱う「キャンパーズコレクション」がある。
創業者山本猛夫は、花登筐による小説『どてらい男』（どてらいやつ）のモデルとされる。『どてらい男』は、山善が創業されるまでの山本の半生記を描く。テレビドラマ化され、主人公「山下猛造」を西郷輝彦が演じた。山善は作品中に「天守産業」として登場する。毎年開催される商談会「どてらい市」は、『どてらい男』にちなんで名付けられた。
なお、関西地区でパチンコチェーンやゴルフ場などを運営する「Yamazenグループ」（山善興産など）とは無関係である。

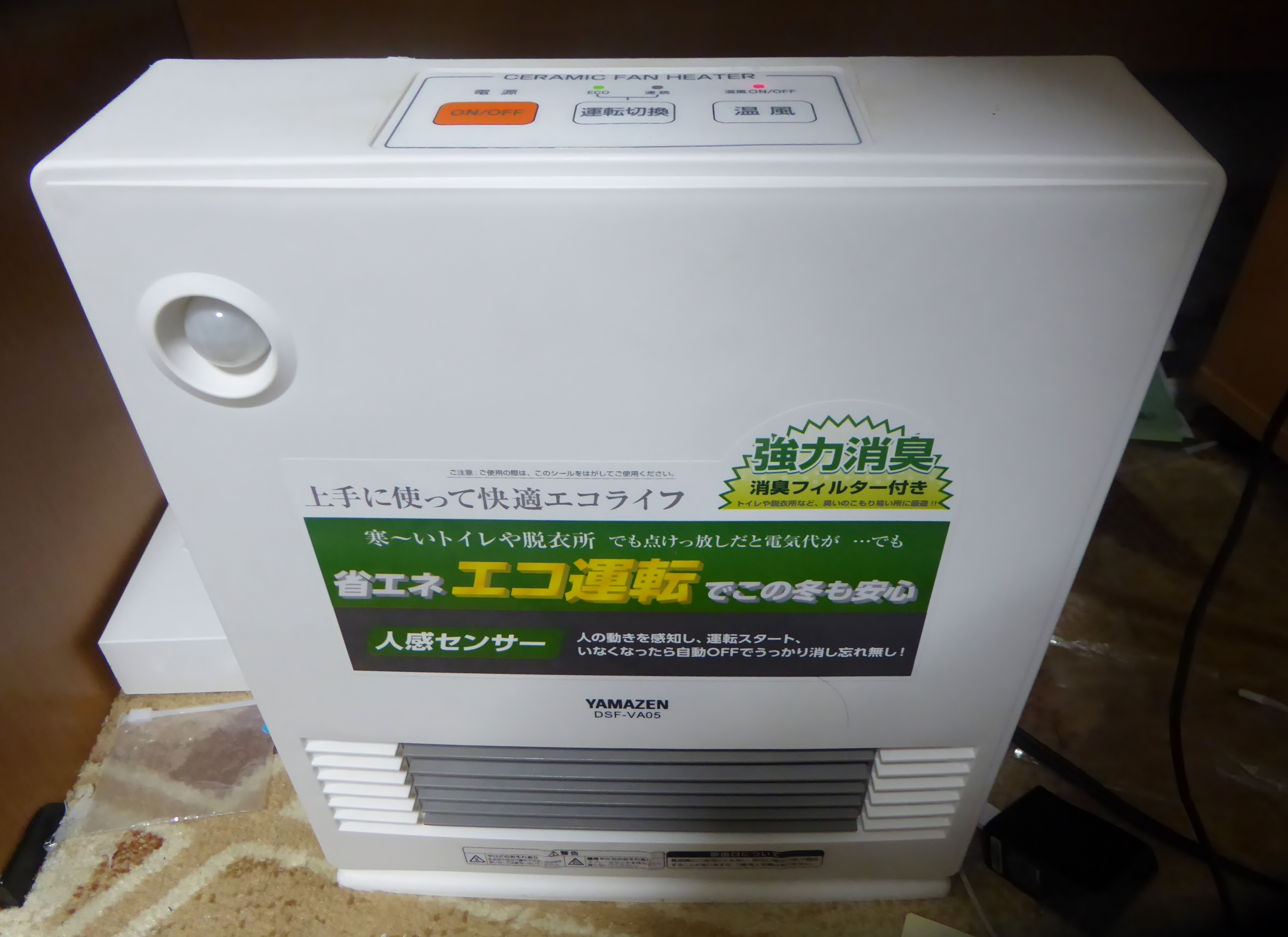
人感センサー搭載の山善製セラミックファンヒーター

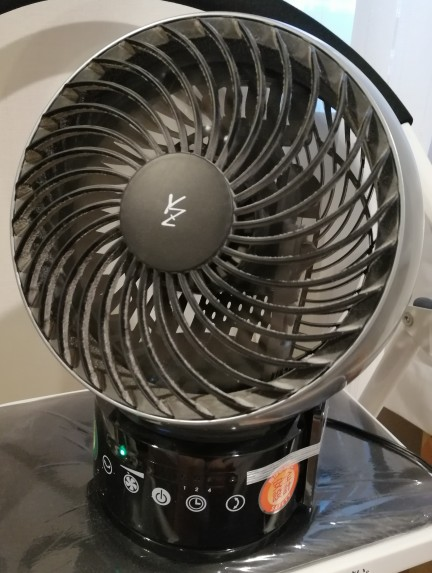
山善サーキュレーター

## 沿革
- 1943年（昭和18年）11月 - 山本猛夫が前田軍治商店（前田機工[注釈 1]および同社より分離した前田金属工業、現・TONE (企業)の前身）での8年の丁稚修行の後に独立、大阪工具製作所を創業。しかし半年後に召集を受けて休業。
- 1947年（昭和22年）5月 - 山本、復員。事業を再開し、福井県福井市において工具等の販売を目的とする山善工具製販株式会社を設立（現在は山善の機械工具部門）。
- 1951年（昭和26年）9月 - 本店を福井市より現大阪本社に移転。
- 1955年（昭和30年）3月 - 産業機具部門（現・産業システム部門）を設置。4月 商号を山善機械器具株式会社に変更。
- 1957年（昭和32年）7月 - 工作機械部門を設置。
- 1958年（昭和33年）11月 - 東京支店（現・東京本社）を設置。
- 1960年（昭和35年）9月 - 名古屋営業所（現・名古屋支社）を設置。
- 1961年（昭和36年）1月 - 福岡営業所（現・九州支社）を設置。
- 1962年（昭和37年）10月 - 大阪証券取引所市場第二部に上場。
- 1963年（昭和38年）3月 - 広島営業所（現・広島支社）を設置。9月 東京証券取引所市場第二部に上場。
- 1965年（昭和40年）

2月 - 米国現地法人（現・連結子会社、Yamazen, Inc.）を設立。
7月 - 住宅機器部門（現・住設建材部門）を設置。大阪・東京両営業本部制を採用。管理本部・海外営業本部（現・国際本部）を大阪本社に設置。
- 1970年（昭和45年）2月 - 大阪・東京両証券取引所市場第一部に上場。
- 1971年（昭和46年）11月 - 商号を株式会社山善に変更。
- 1978年（昭和53年）7月 - 家庭機器部門を設置。
- 1987年（昭和62年）3月 - ワイペック株式会社を設立。
- 1989年（平成元年）10月 - Yamazen（Thailand）Co.,Ltd.（現・連結子会社）を設立。
- 1990年（平成2年）

4月 - 北関東支社を設置。
6月 マレーシアに現地法人（現・連結子会社、Yamazen（Malaysia）Sdn.Bhd.）を設立。
12月 - シンガポールに現地法人（現・連結子会社、Yamazen（Singapore）Pte.Ltd.）を設立。
- 1991年（平成3年）

2月 - 台湾に現地法人（現・連結子会社、Yamazen Co.,Ltd.）を設立。
4月 - システムエンジニアリング部門設置。6月 旅行斡旋業の株式会社トラベルトピア（現・連結子会社）を買収。
6月 - 創業者・山本猛夫死去。
- 1992年（平成4年）10月 - イベント企画部門を切り離し、ヤマゼンクリエイト株式会社（現・連結子会社）を設立。山善綜合サービス株式会社（現・連結子会社）を設立。
- 1993年（平成5年）4月 - 東北支社を設置。11月 ヤマゼンロジスティクス株式会社（現・連結子会社）を設立。
- 1997年（平成9年）

4月 - Yamazen Thai Engineering Co.,Ltd.（現・連結子会社）を設立。
12月 - Yamazen Hong Kong Ltd.（現・連結子会社）を設立。
- 1999年（平成11年）4月 - 経営企画本部を設置。7月 Yamazen （Korea） Ltd.（現・連結子会社）を設立。
- 2002年（平成14年）7月 - Yamazen （Shanghai） Trading Co.,Ltd.（現・連結子会社）を設立。
- 2004年（平成16年）4月 - 月家庭機器営業本部を設置。東京営業本部、北関東支社、東北支社を統合。
- 2005年（平成17年）12月 - Yamazen （Shenzhen） Trading Co.,Ltd.（現・連結子会社）を設立。
- 2010年（平成22年）

3月 - 環境ISO14001の認証登録サイトを国内全事業所に拡大。
4月 - システムエンジニアリング部門を国際本部に統合。
- 2011年（平成23年）4月 - 産業システム部門と機械工具部門を統轄する機工事業部を設置。
- 2012年（平成24年）4月 - 事業部制を導入。

## グループ会社
- ヤマゼンクリエイト株式会社
- ヤマゼンロジスティクス株式会社
- 株式会社トラベルトピア
- 株式会社日本物流新聞社
- 大垣機工株式会社
- 株式会社プロキュバイネット